# Alto dos Moinhos metróállomás
Az Alto dos Moinhos metróállomás a lisszaboni metró kék metróvonalán, közel az Estádio da Luzhoz, ami az SL Benfica otthona. Nyolc kilométerre van az ugyanolyan nevű lisszaboni negyedtől. 

## Története
Az állomást 1988. október 14-én nyitották meg a Colégio Militar és a Laranjeiras állomásokkal egy időben. Amikor még csak tervezés alatt állt, az állomás ideiglenes neve Centro Administrativo volt.

## Jellemzői
A Rua João de Freitas Branco-n található, az Avenida Lusíada felüljárója alatt. Az állomás építészeti terveit Ezequiel Nicolau, a dekorációt pedig Júlio Pomar festőművész készítette.
1994. július 26-án nyílt meg az állomás területén a Museu Nacional da Música. A múzeum gyűjteménye 2025-ben a Mafra-palota újonnan felújított északi szárnyába lesz szállítva.

## Fordítás
Ez a szócikk részben vagy egészben  az   Estação Alto dos Moinhos című portugál Wikipédia-szócikk ezen változatának fordításán alapul.  Az eredeti cikk szerkesztőit annak laptörténete sorolja fel. Ez a jelzés csupán a megfogalmazás eredetét és a szerzői jogokat jelzi, nem szolgál a cikkben szereplő információk forrásmegjelöléseként.